# Faiditus davisi
Faiditus davisi är en spindelart som först beskrevs av Harriet Exline och Levi 1962.  Faiditus davisi ingår i släktet Faiditus och familjen klotspindlar. Inga underarter finns listade i Catalogue of Life.